# Sedico
Sedico ist eine nordostitalienische Gemeinde (comune) mit 10.135 Einwohnern (Stand 31. Dezember 2023) in der Provinz Belluno in Venetien. Der Hauptort der Gemeinde liegt etwa 9 Kilometer westsüdwestlich des Zentrums von Belluno im Mündungsdreieck des Cordevole in den Piave. Die Landschaft wird dominiert durch den Monte Schiara (2565 Meter). Ein großer Teil der Gemeindefläche gehört zum Nationalpark Belluneser Dolomiten. Zugleich gehört die Gemeinde zur Comunità Montana Val Belluna.

## Verkehr
Durch die Gemeinde führt die mittlerweile zur Regionalstraße abgestufte ehemalige Strada Statale 50 del Grappa e del Passo Rolle von Trient nach Belluno.
Im Ortsteil Bribano befindet sich ein Bahnhof an der Strecke Treviso-Feltre-Belluno. Die frühere Bahnstrecke von Sedico-Bribano nach Agordo ist seit 1955 stillgelegt.